# Татјана Мацура
Татјана Мацура (Земун, 29. април 1981) српска је политичарка. Од 2024. врши функцију Министарке без портфеља задужене за област родне равноправности, спречавања насиља над женама и економског и политичког оснаживања жена.  У Народној скупштини Србије је од 2016. године, првобитно као чланица антиестаблишментског и реформистичког удружења Доста је било (ДЈБ). Мацура је 12. априла 2018. године објавила да иступа из удружења. Била је део трочланог председништва Странке модерне Србије до 2020. године. Дана 2. маја 2024. изабрана је за министра без портфеља Републике Србије.

## Биографија и каријера
Мацура је рођена и одрасла у Земуну, Београд, тада у саставу Социјалистичке Републике Србије у Социјалистичкој Федеративној Републици Југославији . Она је професионални економиста и предузетник, са искуством у сектору телекомуникација.
Мацура је заузела шесто место на изборној листи Доста је – Покрени се на парламентарним изборима у Србији 2014. године. Листа није прешла изборни цензус да би освојила заступљеност у скупштини.
Добила је шеснаесту позицију на листи удружења за изборе 2016. године и овога пута је изабрана када је листа освојила шеснаест мандата. На изборима је победила Српска напредна странка и њени савезници, а ДЈБ је био у опозицији.
Оснивач ДЈБ Саша Радуловић поднео је оставку на место председника удружења почетком 2018. године. Мацура је 2. априла 2018. објавила да ће настојати да постане његов наследник, кандидујући се на платформи која се противила многим недавним одлукама странке.  Међутим, 12. априла је окончала своју кандидатуру за лидерство и објавила да је поднела оставку из удружења. Недељу дана касније, придружила се још четири бивша делегата ДЈБ како би објавила формирање посланичке групе Слободни посланици, са њом као вођом.
Сви чланови посланичке групе Слободних посланика придружили су се и новој политичкој групи под називом Покрет центра. У децембру 2018. ова група се удружила са Социјалдемократским савезом и створила Странку модерне Србије. Мацура је изабрана за инаугурационог члана трочланог колективног председништва групе.
Пре одласка из ДЈБ, Мацура је била члан одбора за људска и мањинска права и равноправност полова, одбора за културу и информисање и одбора за права детета и заменик члана одбора за рад, социјална питања, социјална питања. инклузија и смањење политике. Била је члан посланичких група пријатељства Србије са Аустријом, Босном и Херцеговином, Хрватском, Немачком и Црном Гором.
На изборима за народне посланике 2023. нашла се на изборној листи СНС-а под редним бројем 22. 2. маја 2024. изабрана је за министарку без портфеља.